# L'Immortalité
 (avril 2020).
Si vous disposez d'ouvrages ou d'articles de référence ou si vous connaissez des sites web de qualité traitant du thème abordé ici, merci de compléter l'article en donnant les références utiles à sa vérifiabilité et en les liant à la section « Notes et références ».
 (avril 2020).
L'Immortalité (en tchèque Nesmrtelnost) est un roman de Milan Kundera publié en 1990 en France et en 1993 en République tchèque. Il s'agit du sixième roman de l'auteur.

## Genèse du roman et éditions
Après L'Insoutenable légèreté de l'être, c'est le dernier roman de Kundera écrit en tchèque. C'est également le premier dont l'action se situe en France et dont le manuscrit original n'a été utilisé, dans un premier temps, que pour la traduction française, celle-ci ayant été publiée avant le texte original. Il est mentionné que la traduction a la même valeur que le texte original, Kundera étant très attentif au travail de la traductrice française Eva Bloch, et de manière générale aux traductions anglaise, italienne, espagnole et allemande de ses œuvres.

## L'action
Les personnages mis en scène sont deux sœurs, Agnès et Laura. Agnès est l’épouse de Paul. Après la mort d'Agnès dans un accident de voiture, Paul épouse Laura. Avant l'accident qui provoque sa mort, Agnès commençait petit à petit à se détacher du monde, comme si elle voulait céder la place à quelqu'un d'autre. Par son mariage avec Paul, Laura prendra la place d'Agnès après sa mort.

## Interprétation
Kundera veut montrer les distinctions entre le soi et l'image de soi, qui seraient les deux composantes de l'individu. Si le soi est mortel, l'image peut quant à elle aspirer à l'immortalité. Il a puisé dans la culture européenne des exemples de cette course à l'immortalité.
L'individu ayant le désir d'immortalité va exclusivement se consacrer à l’image et non à l’objet, car cette image est devenue plus réelle que l'objet. C'est pour cela que l'on poursuit des modèles, des individus qui ont atteint l'immortalité (comme Goethe) et que l'on méprise alors sa propre individualité.

## Extraits
- Car on ne peut considérer un geste ni comme la propriété d'un individu, ni comme sa création (nul n'étant en mesure de créer un geste propre, entièrement original et n'appartenant qu'à soi), ni même comme son instrument ; le contraire est vrai : ce sont les gestes qui se servent de nous ; nous sommes leurs instruments, leurs marionnettes, leurs incarnations.
- Elle demanda donc à son père s'il lui arrivait de prier. Il dit : "Autant prier Edison quand une ampoule grille."
- La vocation de la poésie n'est pas de nous éblouir par une idée surprenante, mais de faire qu'un instant de l'être devienne inoubliable et digne d'une insoutenable nostalgie.
- […] la mort et l'immortalité formant un couple d'amants inséparables, celui dont le visage se confond avec le visage des morts est immortel de son vivant.
- L'homme peut mettre fin à sa vie. Mais il ne peut mettre fin à son immortalité.
- […] le pouvoir du journaliste ne se fonde pas sur le droit de poser une question, mais sur le droit d'exiger une réponse.
- Rien, en effet, n'exige plus d'effort de pensée que l'argumentation destinée à justifier la non-pensée.
- […] nous n'apprenons jamais pourquoi et en quoi nous agaçons les autres, en quoi nous leur sommes sympathiques, en quoi nous leur paraissons ridicules ; notre propre image est pour nous le plus grand mystère.
- J'ose affirmer qu'il n'y a pas d'érotisme authentique sans art de l'ambiguïté ; plus l'ambiguïté est puissante, plus vive est l'excitation.
- Je pense, donc je suis est un propos d'intellectuel qui sous-estime les maux de dents. Je sens, donc je suis est une vérité de portée beaucoup plus générale et qui concerne tout être vivant. [...] Le fondement du moi n'est pas la pensée mais la souffrance, sentiment le plus élémentaire de tous. Dans la souffrance, même un chat ne peut douter de son moi unique et non interchangeable. Quand la souffrance se fait aiguë, le monde s'évanouit et chacun de nous reste seul avec lui-même. La souffrance est la Grande École de l'égocentrisme.
- Le souci de sa propre image, voilà l'incorrigible immaturité de l'homme.
- Être mortel est l'expérience humaine la plus élémentaire, et pourtant l'homme n'a jamais été en mesure de l'accepter, de la comprendre, de se comporter en conséquence. L'homme ne sait pas être mortel. Et quand il est mort, il ne sait même pas être mort.
- Chemin : bande de terre sur laquelle on marche à pied. La route se distingue du chemin non seulement parce qu'on la parcourt en voiture, mais en ce qu'elle est une simple ligne reliant un point à un autre. La route n'a par elle-même aucun sens ; seuls en ont un les deux points qu'elle relie. Le chemin est un hommage à l'espace. Chaque tronçon du chemin est en lui-même doté d'un sens et nous invite à la halte. La route est une triomphale dévalorisation de l'espace, qui aujourd'hui n'est plus rien d'autre qu'une entrave aux mouvements de l'homme, une perte de temps.
- La honte n'a pas pour fondement une faute que nous aurions commise, mais l'humiliation que nous éprouvons à être ce que nous sommes sans l'avoir choisi, et la sensation insupportable que cette humiliation est visible de partout.
- Vivre, il n'y a là aucun bonheur. Vivre : porter de par le monde son moi douloureux. Mais être, être est bonheur. Être : se transformer en fontaine, vasque de pierre dans laquelle l'univers descend comme une pluie tiède.
- [...] il n'y a pas pire châtiment, pire horreur que de transformer un instant en éternité, d'arracher l'homme au temps et à son mouvement continu.
- C'est affreux, mais c'est ainsi : nous avons appris à regarder notre propre vie par les yeux des questionnaires administratifs ou policiers.
- L'humour ne peut exister que là où les gens discernent encore la frontière entre ce qui est important et ce qui ne l'est pas. Aujourd'hui, cette frontière est indiscernable.
- Quand une femme rougit, c'est beau ; son corps, en cet instant, ne lui appartient pas ; elle ne le maîtrise plus ; elle est à sa merci ! ah, rien n'est plus beau que le spectacle d'une femme violée par son propre corps !
- Mais pour qui n'est pas fou, rien n'est plus beau que de se laisser conduire dans l'inconnu par une voix qui est folle !